# Jeu de Kim
Pour les articles homonymes, voir Kim.
Le jeu de Kim est un jeu de société décrit par Rudyard Kipling dans son roman Kim en 1901.
Pour deux joueurs ou plus, à partir de 5 ans pour environ dix minutes.

## Dans le romanKim

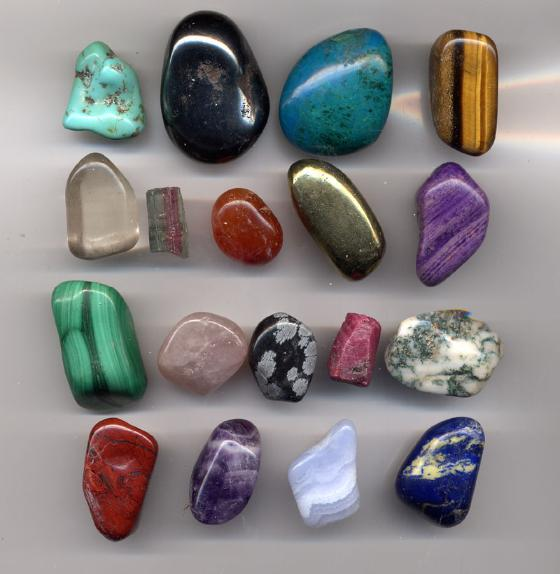
Le jeu de Kim est un exercice de mémoire, joué avec une sélection de pierres ou d'autres objets distinctifs.

Dans Kim, le jeu s'appelle le jeu des bijoux. Kim, un adolescent formé en secret comme espion, passe un mois à Simla, en Inde britannique. M. Lurgan dirige apparemment une bijouterie mais est en réalité engagé dans l'espionnage pour le compte des Britanniques contre les Russes. Lurgan sort un plateau en cuivre et y jette une poignée de quinze joyaux ; son petit serviteur dit à Kim « Regardez-les aussi longtemps que vous le voudrez, étranger. Comptez et, le cas échéant, manipulez. Un seul regard me suffit. Lorsque tu auras compté et manipulé et que tu seras sûr de pouvoir te souvenir de tous, je les couvrirai de ce papier, et tu devras en faire le décompte à Lurgan Sahib. J'écrirai le mien »,.

## Principe général
Plusieurs objets sont disposés devant tous les joueurs qui disposent d'un peu de temps pour les observer et les mémoriser tous. Puis les objets sont cachés et le meneur de jeu modifie quelque chose : il peut retirer un objet, en ajouter un, modifier les emplacements, etc.
Après quoi, les objets sont à nouveau révélés aux joueurs qui doivent trouver quel objet a changé.
Une bonne méthode pour réussir à ce jeu, est l'utilisation du Palais de mémoire.

## Variantes
On peut constituer un « tableau humain » : des personnes se placent dans certaines positions ; le joueur observe cette scène statique, puis tourne le dos. Les autres participants se déplacent ou changent de posture, et le joueur doit recomposer le tableau initial. Cette version est notamment utilisée en formation théâtrale.

### Avec les autres sens
Dans le milieu de l’animation, les jeux de Kim (au pluriel), désignent les jeux de reconnaissance sensorielle utilisant un sens à la fois.
Ainsi le « Kim gout » est un jeu invitant le participant à deviner quel aliment on lui fait gouter. Pour parler du jeu de Kim original, les animateurs parlent donc souvent du « Kim vue »,.